# Хаксли, Джулиан
Джу́лиан Со́релл Ха́ксли (англ. Sir Julian Sorell Huxley, 22 июня 1887, Лондон, Великобритания— 14 февраля 1975, Лондон, Великобритания) — английский биолог, эволюционист и гуманист, политик. Один из создателей Синтетической теории эволюции. Первый генеральный директор ЮНЕСКО, также сыгравший одну из основных ролей в создании этой организации и Всемирного фонда дикой природы.
Член Лондонского королевского общества (1938), член-корреспондент Французской академии наук (1948).

## Биография
Джулиан является потомком древнего рода Хаксли, внуком Томаса Хаксли (Гексли), его родным братом был известный писатель Олдос Хаксли, а единокровным братом — нобелевский лауреат Эндрю Хаксли.
Окончил Баллиол-колледж Оксфордского университета, в 1910—1912 годах читал там лекции по зоологии. Затем работал научным сотрудником в институте Райса в Хьюстоне (США), в 1916 вернулся в Великобританию. Во время Первой мировой войны служил в Италии в генеральном штабе. 
В 1919–1925 преподавал в Нью-колледже Оксфордского университета и был старшим демонстратором по зоологии этого университета. В 1925–1927 годах был профессором зоологии Королевского колледжа Лондона. В 1926–1929 годах он был президентом Национального союза научных работников и профессором Королевского института. В 1935 году он стал секретарем Лондонского зоологического общества; также исполнял функции директора лондонского зоопарка до 1942 года. В декабре 1946 года был избран первым генеральным директором ЮНЕСКО.
В 1956 году получил медаль Дарвина Королевского общества. В 1958 году был удостоен рыцарского звания.

## Личные взгляды
Джулиан активно выступал за распространение гуманистических ценностей, был членом многих гуманистических организаций, в том числе членом Международного гуманистического и этического союза. Вместе с Альбертом Эйнштейном, Томасом Манном и Джоном Дьюи входил в руководство Первого гуманистического общества Нью-Йорка.
Его идеи охарактеризованы эсхатологическим видением будущего, сотериологическим видением роли науки и технологий, призывом к активной эволюции. Взгляды Дж. Хаксли легли в основу трансгуманистического движения.

## Научный вклад
Синтетическая теория эволюции
Джулиан Хаксли внёс большой вклад в создание синтетической теории эволюции, сыграл значительную роль в её популяризации.
Термины
Джулиан Хаксли ввёл в научный оборот ряд терминов, широко использующихся в современной науке:
- Ритуализация[англ.], 1914.
- Этническая группа, 1936.
- Клин, 1938.
- Морф, 1942.
- Клада, 1957.
- Трансгуманизм, 1957.
- Эволюционный уровень, 1959.

## Награды
- Медаль Дарвина

## Биографии
1. Baker John R. 1978. Julian Huxley, scientist and world citizen, 1887—1975. UNESCO, Paris.
2. Clark, Ronald W. 1960. Sir Julian Huxley. Phoenix, London.
3. Clark, Ronald W. 1968. The Huxleys. Heinemann, London.
4. Dronamraju, Krishna R. 1993. If I am to be remembered: the life & work of Julian Huxley, with selected correspondence. World Scientific, Singapore.
5. Green, Jens-Peter 1981. Krise und Hoffnung, der Evolutionshumanismus Julian Huxleys. Carl Winter Universitatsverlag.
6. Huxley, Julian. 1970, 1973. Memories and Memories II. George Allen & Unwin, London.
7. Huxley, Juliette 1986. Leaves of the tulip tree. Murray, London [her autobiography includes much about Julian]
8. Keynes, Milo and Harrison, G. Ainsworth (eds) 1989. Evolutionary studies: a centenary celebration of the life of Julian Huxley. Proceeding of the 24th annual symposium of the Eugenics Society, London 1987. Macmillan, London.
9. Olby, Robert 2004. Huxley, Sir Julian Sorell (1887—1975). In Oxford Dictionary of National Biography. (2680 words)
10. Waters, C. Kenneth and Van Helden, Albert (eds) 1993. Julian Huxley: biologist and statesman of science. Rice University Press, Houston.
11. Галл Я. М. Джулиан Сорелл Хаксли. 1887-1975 / Отв. ред. академик А. Л. Тахтаджян. — Российская академия наук. — СПб.: Наука, 2004. — 294 с. — (Научно-биографическая литература). — 500 экз. — ISBN 5-02-026210-2.